# Список кантри-хитов № 1 1972 года (Billboard)
Список кантри-хитов № 1 1972 года включает самые популярные песни жанра кантри-музыки, которые возглавляли американский хит-парад Hot Country Songs журнала Billboard в 1972 году. В 1972 году чарт возглавляли 27 различных песни. Тогда хит-парад кантри-музыки, называвшийся Hot Country Singles, составлялся по популярности на радиостанциях и продажам синглов в магазинах.

## История
По три чарттоппера в 1972 году имели два исполнителя кантри, Мерл Хаггард и Чарли Прайд, каждый провёл на первом месте в сумме по шесть и семь недель, соответственно. В первом издании журнала Billboard за 1972 год в хит-параде кантри-музыки лидировал сингл «Kiss an Angel Good Mornin'» в исполнении Чарли Прайда: это была пятая неделя на позиции № 1, из которых первые четыре он провёл в 1971 году. Спустя неделю его сместил с вершины двусторонний сингл «Would You Take Another Chance on Me» / «Me and Bobby McGee» в исполнении рок-музыканта Джерри Ли Льюиса. Фредди Харт стал лидером года по суммарному числу недель, проведённых на первом месте. Он лидировал 11 недель с тремя синглами: «My Hang-Up Is You», «Bless Your Heart» и «Got the All Overs for You (All Over Me)». «My Hang-Up Is You» поставила рекорд 1972 года, проведя шесть недель на вершине чарта. Это вдвое больше любого другого хита. Харт начал записывать свои песни ещё в начале 1950-х годов и впервые появился в Hot Country chart в 1959 году, но ни один раз не попадал в лучшую десятку top-10 вплоть до 1971 года, когда песня «Easy Loving» одним из хитов года. Эта песня продолжала появляться в десятке top-10 до 1975 года.
Три музыканта возглавили хит-парад впервые в своей карьере. Американская кантри-певица и автор Донна Фарго провела три недели на первом месте в июне со своим хитом «The Happiest Girl in the Whole U.S.A.», получившим несколько премий, включая Грэмми и потом со вторым «Funny Face». Jerry Wallace две недели был на вершине чарта с треком «If You Leave Me Tonight I'll Cry», единственным своим чарттоппером и сразу после появления в эпизоде телепрограммы Night Gallery. И наконец, Мел Тиллис впервые в своей карьере был на первом месте с песней «I Ain’t Never», спустя почти десятилетие после первого появления в чартах журнала Billboard. Тиллис был соавтором песни вместе с Уэббом Пирсом, чья версия уже была на втором месте этого чарта в 1959 году, но Тиллис не записывал эту песню до 1972 года, когда его новая версия обошла достижение оригинала и впервые стала номером один в США. Финальным чарттоппером года стала песня «She’s Got to Be a Saint» другого певца — Рэя Прайса, впервые с 1950-х годов появившегося в чарте.

## Список
| Дата        | Песня                                                   | Исполнитель          | Примечание |
| ----------- | ------------------------------------------------------- | -------------------- | ---------- |
| 1 января    | Kiss an Angel Good Mornin'                              | Чарли Прайд          | [ 4 ]      |
| 8 января    | Would You Take Another Chance on Me/ Me and Bobby McGee | Джерри Ли Льюис      | [ 13 ]     |
| 15 января   | Carolyn                                                 | Мерл Хаггард         | [ 14 ]     |
| 22 января   | Carolyn                                                 | Мерл Хаггард         | [ 15 ]     |
| 29 января   | Carolyn                                                 | Мерл Хаггард         | [ 16 ]     |
| 5 февраля   | One’s on the Way                                        | Лоретта Линн         | [ 17 ]     |
| 12 февраля  | One’s on the Way                                        | Лоретта Линн         | [ 18 ]     |
| 19 февраля  | It’s Four in the Morning                                | Фэрон Янг            | [ 19 ]     |
| 26 февраля  | It’s Four in the Morning                                | Фэрон Янг            | [ 20 ]     |
| 4 марта     | Bedtime Story                                           | Тэмми Уайнетт        | [ 21 ]     |
| 11 марта    | My Hang-Up Is You                                       | Фредди Харт          | [ 22 ]     |
| 18 марта    | My Hang-Up Is You                                       | Фредди Харт          | [ 23 ]     |
| 25 марта    | My Hang-Up Is You                                       | Фредди Харт          | [ 24 ]     |
| 1 апреля    | My Hang-Up Is You                                       | Фредди Харт          | [ 25 ]     |
| 8 апреля    | My Hang-Up Is You                                       | Фредди Харт          | [ 26 ]     |
| 15 апреля   | My Hang-Up Is You                                       | Фредди Харт          | [ 27 ]     |
| 22 апреля   | Chantilly Lace                                          | Джерри Ли Льюис      | [ 28 ]     |
| 29 апреля   | Chantilly Lace                                          | Джерри Ли Льюис      | [ 29 ]     |
| 6 мая       | Chantilly Lace                                          | Джерри Ли Льюис      | [ 30 ]     |
| 13 мая      | Grandma Harp                                            | Мерл Хаггард         | [ 31 ]     |
| 20 мая      | Grandma Harp                                            | Мерл Хаггард         | [ 32 ]     |
| 27 мая      | (Lost Her Love) On Our Last Date                        | Конвей Твитти        | [ 33 ]     |
| 3 июня      | The Happiest Girl in the Whole U.S.A.                   | Донна Фарго          | [ 34 ]     |
| 10 июня     | The Happiest Girl in the Whole U.S.A.                   | Донна Фарго          | [ 35 ]     |
| 17 июня     | The Happiest Girl in the Whole U.S.A.                   | Донна Фарго          | [ 36 ]     |
| 24 июня     | That’s Why I Love You Like I Do                         | Сонни Джеймс         | [ 37 ]     |
| 1 июля      | Eleven Roses                                            | Хэнк Уильямс-младший | [ 38 ]     |
| 8 июля      | Eleven Roses                                            | Хэнк Уильямс-младший | [ 39 ]     |
| 15 июля     | Made in Japan                                           | Бак Оуэнс            | [ 40 ]     |
| 22 июля     | It’s Gonna Take a Little Bit Longer                     | Чарли Прайд          | [ 41 ]     |
| 29 июля     | It’s Gonna Take a Little Bit Longer                     | Чарли Прайд          | [ 42 ]     |
| 5 августа   | It’s Gonna Take a Little Bit Longer                     | Чарли Прайд          | [ 43 ]     |
| 12 августа  | Bless Your Heart                                        | Фредди Харт          | [ 44 ]     |
| 19 августа  | Bless Your Heart                                        | Фредди Харт          | [ 45 ]     |
| 26 августа  | If You Leave Me Tonight I’ll Cry                        | Jerry Wallace        | [ 46 ]     |
| 2 сентября  | Woman (Sensuous Woman)                                  | Don Gibson           | [ 47 ]     |
| 9 сентября  | If You Leave Me Tonight I’ll Cry                        | Jerry Wallace        | [ 48 ]     |
| 16 сентября | When the Snow Is on the Roses                           | Сонни Джеймс         | [ 49 ]     |
| 23 сентября | I Can’t Stop Loving You                                 | Конвей Твитти        | [ 50 ]     |
| 30 сентября | I Ain’t Never                                           | Мел Тиллис           | [ 51 ]     |
| 7 октября   | I Ain’t Never                                           | Мел Тиллис           | [ 52 ]     |
| 14 октября  | Funny Face                                              | Донна Фарго          | [ 53 ]     |
| 21 октября  | Funny Face                                              | Донна Фарго          | [ 54 ]     |
| 28 октября  | Funny Face                                              | Донна Фарго          | [ 55 ]     |
| 4 ноября    | It’s Not Love (But It’s Not Bad)                        | Мерл Хаггард         | [ 56 ]     |
| 11 ноября   | My Man                                                  | Тэмми Уайнетт        | [ 57 ]     |
| 18 ноября   | She’s Too Good to Be True                               | Чарли Прайд          | [ 58 ]     |
| 25 ноября   | She’s Too Good to Be True                               | Чарли Прайд          | [ 59 ]     |
| 2 декабря   | She’s Too Good to Be True                               | Чарли Прайд          | [ 60 ]     |
| 9 декабря   | Got the All Overs For You (All Over Me)                 | Фредди Харт          | [ 61 ]     |
| 16 декабря  | Got the All Overs For You (All Over Me)                 | Фредди Харт          | [ 62 ]     |
| 23 декабря  | Got the All Overs For You (All Over Me)                 | Фредди Харт          | [ 63 ]     |
| 30 декабря  | She’s Got to Be a Saint                                 | Рэй Прайс            | [ 64 ]     |